# 1. FFC Turbine Potsdam
1. FFC Turbine Potsdam er en fodboldklub for kvinder, baseret i Potsdam, Tyskland. Klubbens fulde navn er 1. Frauen-Fußball-Club Turbine Potsdam 71 e. V. (FFC står for "Kvindernes fodboldklub" på tysk). De er en af de mest succesfulde hold i Tyskland. Holdet spiller på Karl-Liebknecht-Stadion i Babelsberg området i Potsdam.

## Aktuel trup
Oversigten er opdateret til og med 13. maj 2022 
| Nr. | Land      | Position | Spiller                |
| --- | --------- | -------- | ---------------------- |
| 1   | Slovenien | MM       | Zala Meršnik           |
| 2   | Slovenien | FO       | Sara Agrež             |
| 4   | Israel    | FO       | Irena Kuznetsov        |
| 6   | Østrig    | MI       | Maria Plattner         |
| 8   | Polen     | MI       | Małgorzata Mesjasz     |
| 10  | Danmark   | AN       | Karoline Smidt Nielsen |
| 11  | Tyskland  | MI       | Dina Orschmann         |
| 13  | Tyskland  | FO       | Isabel Kerschowski     |
| 14  | Tyskland  | AN       | Sophie Weidauer        |
| 15  | Østrig    | MI       | Marie Höbinger         |
| 16  | Tyskland  | MI       | Luca Maria Graf        |
| 17  | Tyskland  | AN       | Viktoria Schwalm       |
| 18  | Tyskland  | MI       | Gina Chmielinski       |

| Nr. | Land     | Position | Spiller           |
| --- | -------- | -------- | ----------------- |
| 19  | Tyskland | FO       | Lara Schmidt      |
| 20  | Nigeria  | FO       | Onyinyechi Zogg   |
| 21  | Tyskland | MI       | Anna Gerhardt     |
| 22  | Tyskland | AN       | Nina Ehegötz      |
| 23  | Frankrig | FO       | Teninsoun Sissoko |
| 24  | Danmark  | MI       | Karen Holmgaard   |
| 25  | Tyskland | AN       | Melissa Kössler   |
| 26  | Danmark  | MI       | Sara Holmgaard    |
| 28  | Tyskland | FO       | Merle Barth       |
| 29  | Tyskland | AN       | Selina Cerci      |
| 30  | Tyskland | MM       | Vanessa Fischer   |
| 41  | Tyskland | MM       | Anna Wellmann     |

## Europæisk deltagelse
| 2004-05 |  |          | Wroclaw 1    | Energiya   | Ørn          | Djurgården   |
| 2005-06 |  |          | Saestum 1    | Valur      | Djurgården   | Frankfurt    |
| 2006-07 |  |          | Rapide 1     | Brøndby    |              |              |
| 2009-10 |  | Honka    | Brøndby      | Røa        | Duisburg     | Olympique L. |
| 2010-11 |  | Åland    | Neulengbach  | Juvisy     | Duisburg     | Olympique L. |
| 2011-12 |  | Thór/KA  | Glasgow      | Rossiyanka | Olympique L. |              |
| 2012-13 |  | Standard | Arsenal      |            |              |              |
| 2013-14 |  | MTK      | Olympique L. | Torres     | Wolfsburg    |              |

1 Gruppespil. Highest-ranked eliminated team in case of qualification, lowest-ranked qualified team in case of elimination.